# Schießhaus (Bayreuth)
Schießhaus ist ein Gemeindeteil der kreisfreien Stadt Bayreuth im bayerischen Regierungsbezirk Oberfranken. Es gehört zum Stadtviertel Grüner Baum im Norden von Bayreuth und liegt in der Gemarkung Bayreuth.

## Name
Den Namen gab das „Schießhaus“, das bereits im Urkatasterplan von 1850 eingezeichnet ist. Die Anlage wird von den Vereinigten Schützengilden St. Georgen von 1720 und Bayreuth von 1623 betrieben. Der fern von jeder Siedlung gelegene Standort wurde gewählt, da vorherige Schießplätze wegen Gefährdung der öffentlichen Sicherheit durch verirrte Kugeln aufgegeben werden mussten.

## Lage
Schießhaus liegt am Hang der Hohen Wart, der höchsten Erhebung des Höhenzugs Hohe Warte. Im Norden grenzt das Viertel an den Sankt Georgener Forst, im Osten an den Stadtteil Hussengut. Die südliche Grenze zum Stadtteil Grüner Baum hin bilden die Elsastraße und der Steilweg, südwestlich liegt der Grüne Hügel mit dem Richard-Wagner-Festspielhaus. Nach Westen hin endet der Stadtteil an der Judenwiese, die zum innerstädtischen Weiler Morethsgut gehört.

## Geschichte und Beschreibung

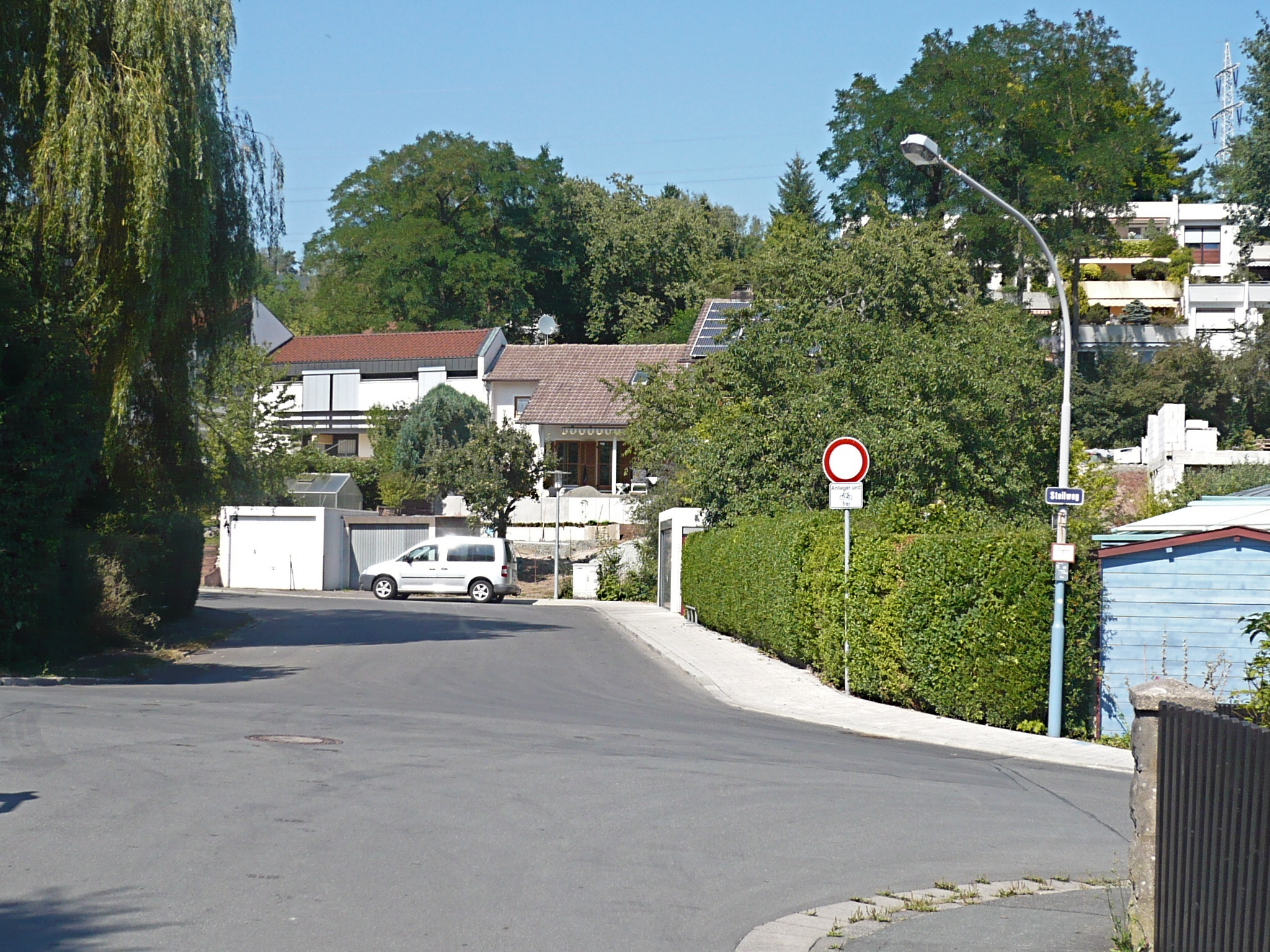
Sentaweg im Stadtteil Schießhaus

Das Siedlungswachstum der Stadt nach Norden hin war bis ins 19. Jahrhundert kaum ausgeprägt. Es reichte nur wenig über den Hauptbahnhof hinaus.
Im Jahr 1810 erwarb die Schützengilde St. Georgen ein Grundstück an der heutigen Straße Am Schießhaus und baute dort 1811 ein Schießhaus. Dieses beherbergt heute eine der modernsten Schießanlagen Nordbayerns. Südlich davon legten die Schützen 1962 „nach Schweizer Vorbild“ einen Minigolfplatz an. Die Anlage mit 18 Bahnen konnte Bestrebungen, das Gelände für den Wohnbau umzuwidmen, bisher erfolgreich überstehen.
Bis ins 20. Jahrhundert war die Südabdachung der Hohen Wart landwirtschaftlich geprägt. In Einödlage befanden sich je drei Bauernhöfe auf Bayreuther und auf Crottendorfer Gebiet. Ausnahmen waren das Gebäude des Gasthauses Bürgerreuth und das 1876 gebaute Festspielhaus auf dem Flurstück Louisenburg. Im Flur der benachbarten Gemeinde Crottendorf hatte man unmittelbar an der Stadtgrenze das Schießhaus angelegt. 1939 wurden die heute zum Viertel Schießhaus gehörenden Flurteile von Crottendorf nach Bayreuth eingemeindet.
Der größte Teil des Viertels entstand durch Bebauung nach dem Zweiten Weltkrieg. Vorwiegend in den 1960er und 1970er Jahren entstanden überwiegend Eigenheime und einige Mehrfamilienhäuser. Mit seinen Villen auf großzügig bemessenen Grundstücksflächen gilt der Stadtteil als vornehm. Getrübt wird dieser Umstand durch die freiliegende Trasse einer Hochspannungsleitung, die das Viertel nur wenige Meter über den Baumkronen quert, unterstrichen hingegen durch das Zufahr-Verbot für Nicht-Anlieger.

### Einwohnerentwicklung
| Jahr      | 001861 | 001871 | 001885 | 001900 | 001925 | 001950 | 001961 | 001970 | 001987 |
| Einwohner | 2      | 4      | 8      | 9      | 7      | 10     | 5      | 99     | *      |
| Häuser    |        |        | 1      | 1      | 1      | 1      | 1      |        | *      |
| Quelle    | [ 10 ] | [ 11 ] | [ 12 ] | [ 13 ] | [ 14 ] | [ 15 ] | [ 16 ] | [ 17 ] | [ 18 ] |

## Gebäude
- Krankenhaus Hohe Warte
- Das Gasthaus Bürgerreuth ist älter als das Richard-Wagner-Festspielhaus. 1815 wurde auf der „Bürger Reuth“, einer gerodeten Allmendfläche, ein erster Restaurationsbetrieb eröffnet. Das heutige Gebäude, ein Gesellschaftshaus im Schweizer Stil, stammt aus  dem Jahr 1839. Unter wechselnden Pächtern wurde „die Bürgerreuth“ Ausflugslokal, Künstlertreff und Ort zum Feiern patriotischer Feste.[5]
- Alexander-von-Humboldt-Realschule